# Giraldo

bandeira de Giraldo.

Localização de Giraldo, no departamento de Antioquia.

Giraldo é uma cidade e município da Colômbia, no departamento de Antioquia. Dista 127 quilômetros de Medellín, a capital do departamento. Possui uma superfície de 96 quilômetros quadrados e se localiza a 1950 metros acima do nível do mar.